# Dawid Tewsadse

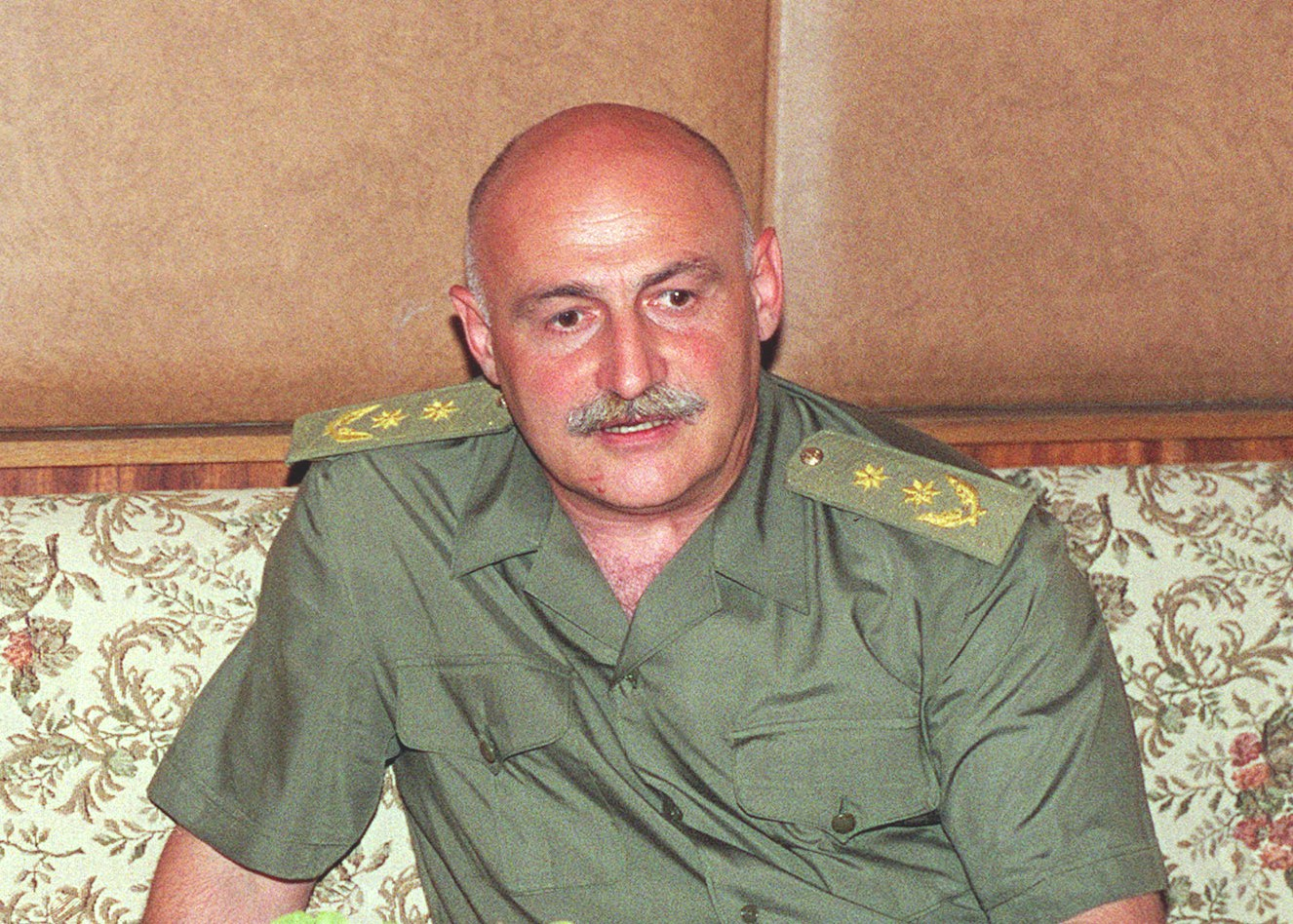
Dawid Dawidowitsch Tewsadse, August 1999

Dawid Dawidowitsch Tewsadse (georgisch დავით დავითოვიჩ თევზაძე; * 30. Januar 1949 in Sochumi, Abchasische ASSR, Georgische SSR, UdSSR) ist ein georgischer Politiker; ehemaliger Verteidigungsminister Georgiens zwischen 1998 und 2004.

## Biographie
Tewsadse absolvierte 1971 die philosophische Fakultät der Staatlichen Universität Tiflis (SUT) und 1978 dort das Institut für Fremdsprachen. Anfang der 1980er Jahre erwarb er den Doktortitel am Institut für Philosophie der Akademie der Wissenschaften Georgiens, wo er als wissenschaftlicher Mitarbeiter tätig war. In der zweiten Hälfte der 1980er Jahre hielt Tewsadse mehrere Jahre Vorlesungen zur Philosophiegeschichte und zur mathematischen Logik an der SUT. Bei der Niederschlagung der Demonstration vom 9. April 1989 in Tbilissi gehörte Tewsadse zu den Protestierenden, die einen Widerstand gegen die vorrückenden Soldaten der Roten Armee leisteten.
Im Georgisch-Abchasischen Krieg (1992–1993) kämpfte er als Befehlshaber einer georgischen Einheit gegen die abchasischen Separatisten. Von Mai 1994 bis August 1997 leitete er die Abteilung für internationale Beziehungen im georgischen Verteidigungsministerium.
Im April 1998 wurde Tewsadse von Eduard Schewardnadse per Dekret zum Verteidigungsminister Georgiens ernannt. Wenige Monate nach der Rosenrevolution in Georgien wurde er von Micheil Saakaschwili seines Amtes entbunden, woraufhin er sich von der Politik zurückzog und sich den wissenschaftlichen Aktivitäten widmete.
Im Oktober 2015 gründete Tewsadse seine eigene politische Partei namens „Georgien für den Frieden“. 2022 ernannte Präsidentin Salome Surabischwili Tewsadse zu ihrem Berater für strategische Planungsfragen.